# ダニェル (ヴィエルコポルスカ県)
ダニェル（ポーランド語: Daniel [ˈdaɲel]）は、ポーランド中西部のヴィエルコポルスカ県カリシュ郡シュチュチニキのポシュレドニク村の一部。カリシュの約19キロメートル (12 mi)南東、ポズナンの約125キロメートル (78 mi)南東にいる。
2006年時点の人口は40人。